# Joseph Ndo
Joseph Ndo (Yaoundé, 1976. április 28. –) kameruni labdarúgó.

## Karrierje

### Klub
2006 decemberében igazolt el a Shelbourne-től, miután segített a csapatnak elérni 4 év alatt a harmadik bajnoki címét.
Bohemians előtti csapatai: Cotonsport Garoua, Neuchâtel Xamax, RC Strasbourg, Chengdu Wuniu, St. Patrick's Athletic FC (2-szer) és Shamrock Rovers.
A Bohemianshoz a 2009-es szezon előtt igazolt. Az első mérkőzésén a Dundalk FC elleni 1-0-s mérkőzésen gólt szerzett. 2009 július 15-én kulcsfontosságú gólt lőtt a Red Bull Salzburg elleni 1-1-es mérkőzésen a 2009–2010-es UEFA-bajnokok ligája selejtezőjén. Ám a csapat 2-1-es összesítéssel kiesett. Szeptemberben a League of Ireland Cup győztese lett. Az év végéig segítette a csapatot a sorozatban második ír bajnokság győzelméhez, mindössze 4 ponttal megelőzve a Shamrock Rovers csapatát. A Drogheda United és a Sligo Rovers ellen szerzett fontos gólok is segítettek ehhez. A PFAI az év csapatába is beválaztották, csapattársaival, Brian Murphy-vel, Conor Powell-lel, Ken Oman-nal, Brian Shelley-vel és Gary Deegan-nal. Egyike azoknak, aki játszott a "Dublin Nagy 4-esében": St. Patrick's Athletic, Shelbourne, Shamrock Rovers, és Bohemians.
2010. március 23-án ít alá a Sligo Rovershez.

### Nemzetközi
A kameruni labdarúgó-válogatott tagja volt, miután Claude LeRoy felfedezte az 1998-as világbajnokság előtt. Három mérkőzést játszott. A 2002-es világbajnokság selejtezőin három mérkőzést játszott, ám a végén csak csere volt. 2002 óta nem játszik és kijelentette, hogy nem is akar. 21 mérkőzésen vett részt.

### Díjai
- Ír bajnokság: 3
  - Shelbourne- 2004, 2006
  - Bohemians - 2009
- PFAI Év Játékosa: 1
  - Shelbourne -  2006
- League of Ireland Cup: 1
  - Bohemians - 2009

## Fordítás
- Ez a szócikk részben vagy egészben  a   Joseph Ndo című angol Wikipédia-szócikk fordításán alapul.  Az eredeti cikk szerkesztőit annak laptörténete sorolja fel. Ez a jelzés csupán a megfogalmazás eredetét és a szerzői jogokat jelzi, nem szolgál a cikkben szereplő információk forrásmegjelöléseként.

## Külső hivatkozások
- FIFA profil Archiválva 2014. október 7-i dátummal a Wayback Machine-ben